# Christian Troy
Dr. Christian Troy egy szereplő az FX Networks csatorna Kés/Alatt című sorozatában. Julian McMahon alakítja. 

## Jellemzése
Christian Troyt eleinte úgy ismerhetjük meg, mint nagy nőcsábászt, aki mindig eléri, amit akar. Drága sportkocsikkal jár, lakása a legmodernebb, Gucci ruhákban jár, és Miami legnagyobb éjszakai bárjaiban is törzsvendég. Ennek ellenére van egy sérülékeny oldala is: mint kiderül, nevelőapja molesztálta őt gyerekkorában. Bár azt hitte, hogy anyja meghalt, mégis találkozik vele, és ekkor kiderül, hogy az anyját megerőszakolta egy támadó, és ő ebből a viszonyból származik. Éppen ezért édesanyja sem tartja vele a kapcsolatot.
Majdnem minden női szereplővel volt viszonya, akit a sorozatban láthattunk. Még az egyetemi évek alatt egy alkalommal lefeküdt partnere és legjobb barátja, Sean McNamara feleségével, Juliával. Ebből a kapcsolatból származik egy gyerek, Matt, akinek származására csak később derül fény. Továbbá egyik volt páciensével, Kimber Henryvel is "se veled, se nélküled" kapcsolatba kerül.

## Története
Az első évad folyamán egyéjszakás kalandja volt Gina Russóval, egy nimfomániással, akit a Névtelen Szexfüggők Klubjában ismert meg. Gina azt remélte, hogy többet várhat Christiantől, mint egy egyszeri kapcsolat, de Christian sosem gondolta vele komolyan. Emiatt érdekes viszony alakul ki kettejük között. Miután Gina bejelenti, hogy terhes, Christiant megérinti az apaság érzése, hisz úgy hiszi, hogy az ő gyereke. Ám a szüléskor kiderül, hogy a kisfiú félig fekete. Wilber, mert így nevezik el a kisfiút, Gina egyik futó kalandjából származik. Christian ennek ellenére úgy szereti, mintha a sajátja lenne. Később azonban felbukkan a kisfiú igazi apja, és megszerzi a felügyeletet, mielőtt adoptálhatná.
A harmadik évad során Christiant megtámadja és megerőszakolja a Késes néven ismert maszkos bűnöző. Emiatt teljesen összeomlik, és idő kell, míg összeszedi magát. Ez idő alatt nem is dolgozik, helyette Quentin Costa ugrik be. Később Christian is gyanúsítottá válik, de felmentik. Costa és Christian később ellenségekké válnak, mivel mindketten nőcsábásztípusok, és zavarják egymást. Ugyanekkor össze akarnak házasodni Kimberrel, ám miután ő is áldozattá válik, Kimber nem akarja folytatni a dolgokat, és szakítanak. Amikor Kimber szcientológiával kezd foglalkozni, és bejelenti, hogy terhes, Christian meggyőződése hogy ő Kimber gyermekének apja. Emiatt Kimber plasztikai műtétje közben, titokban DNS-mintát vesz a magatból. A DNS teszt azonban nem igazolja Christian elképzeléseit, és kiderül, hogy nem ő Kimber gyermekének apja.
A negyedik évad során Christiannek homoszexuális töltetű álmai kezdenek támadni Seannal kapcsolatban. Dr. Faith Wolper pszichológusnőhöz kezd el járni emiatt, ám vele is viszonya lesz, és kiderül, hogy a nő is szexfüggő. Végül rájön, hogy álmai saját személyes krízise miatt voltak, és mikor tisztázza a helyzetet Seannal, abbamaradnak. Ekkor azonban a McNamara/Troy új tulajdonosával, Michelle Landauval kezd viszonyba. Hamarosan rájön, hogy Michelle-nek viszonya van egy James nevű nővel, aki szerveket csempész a klinikáról. Nem kevés erőfeszítésébe kerül a nő eltávolítása. Michelle volt férjének, Burt Landaunak a halálával jegyben kezdenek el járni, és Wilber adoptálását is vállalják. Ekkor azonban kiderül, hogy James nem másnak dolgozik, mint Escobar Gallardónak. James öngyilkossága és Sean távozása után Michelle-lel együtt vezetik tovább az üzletet, egész addig, míg rá nem jön, hogy mindvégig csak a szervcsempészet motiválta őt. Emiatt otthagyja a céget, és követi Seant Kaliforniába.
Los Angelesben az élet azonban nem egyszerű. Miután két hónapig nincs egy páciensük se, az utcára megy reklámozni magukat. Színésznőket műt, pornófotózást vállal, sőt még hímprostituált is lesz. Ennek ellenére megtörténik vele az, ami még soha: Sean népszerűbbé válik nála. Hogy megóvja Seant, eltünteti a képből az életükbe avatkozó Eden Lordot: elvonóra juttatja őt. Közben azonban viszonyt kezd Juliával, amit Sean is megtud. Ám kapcsolatuk nem volt túl hosszú: Gina Russo megérkezik a városba. Gina Próbál közel kerülni Christianhez,és mindent megtesz,hogy véget vessen Christian,és Julia viszonyának.Annyira tolakodó, hogy Christian távoltartási végzést hozat ellene.Elmegy Ginához hogy átadja a végzést, ám Gina egy Magas ház emeleti teraszán, vacsorával várja őt, ahonnan azonban Gina lezuhan és szörnyethal. Nem sokkal ezután kiderül, hogy van még egy gyereke "balkézről": Emme, akivel ráadásul másik vér szerinti gyereke, Matt együtt töltött egy éjszakát.
Egy rutinellenőrzés során kiderül számára, hogy mellrákos, amely a férfiak között meglehetősen ritka. A betegsége miatt magányossá és visszahúzódóvá válik, és egyedül Liz tart ki mellette, még a legsötétebb órákban is.  Végül Miamiba utazik, hogy megkérje Liz kezét. Az esküvőt megtartják ugyan, de azt követően váratlan telefonhívás érkezik: összecserélték a leleteit, és igazából nem is beteg. Emiatt beadja a válópert, ami miatt Liz nagyon dühös lesz, és el akarja perelni a vagyona java részét. Csak nagy nehézségek árán sikerül kibékülniük. Később újra elkezd randizgatni Kimberrel, majd végül összeházasodnak. Házasságuk azonban boldogtalan, részben azért, mert Kimber viszonyt kezd Seannal, részben azéret, mert a kapcsolatuk kiüresedik. A kétségbeesett Kimber öngyilkos lesz, ami miatt Christiant bűntudat kezdi el gyötörni., ráadásul Julia is elutasítja őt. Rájön, hogy Sean boldogtalan a jelenlegi életében, ezért úgy dönt, hogy megszünteti a közös vállalkozásukat, Seannak pedig vesz egy repülőjegyet, hogy külföldre utazva megvalósíthassa az álmát. A plasztikai sebészetben az új társa Liz lesz, korábbi nőcsábász életmódját pedig a befejező képsorok tanúsága szerint tovább folytatja.